# Fahad Al-Kassar
Fahad Abdalla Ahmad Al Kassar Banihammad (arabisk: فهد عبد الله احمد الكسار بني حماد, født 1973) er en emiratisk fodbolddommer
Han har dømt under den regionale liga såvel som de sydøstasiatiske lege 2011.